# Ngaraard

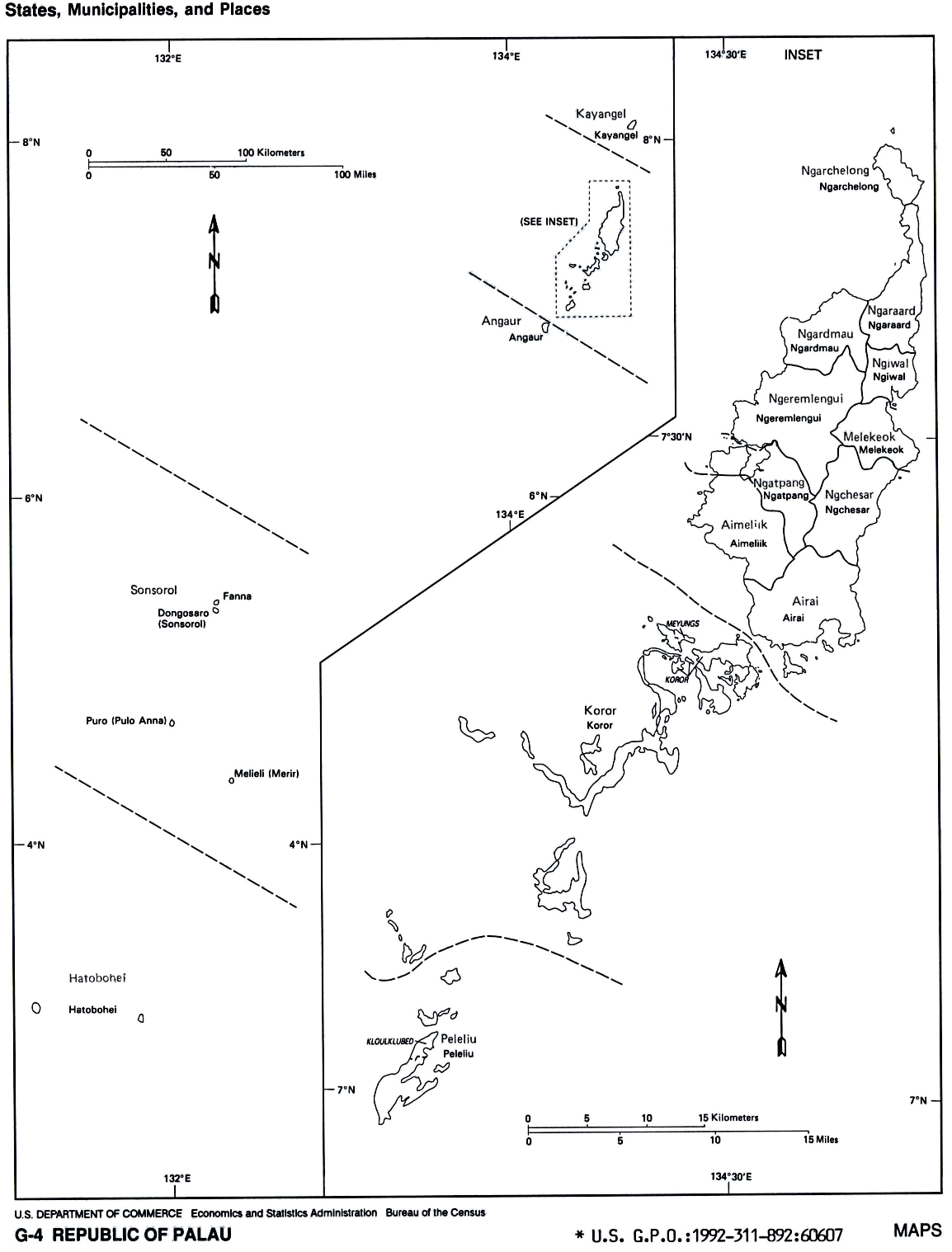
karta over Palaus delstater

Ngaraard är en av de 16 delstater i Palau i västra Stilla havet.

## Geografi
Ngaraard ligger på huvudön Babeldaobs nordvästra del. Vid kusten ligger den ca 1,8 km² stora Ngaraard Mangrove Conservation Area
Området har en sammanlagd areal om ca 36 km² och täcks till stora delar av regnskog och berg.

## Delstaten
Befolkningen i Ngaraard-state uppgår till cirka 400 invånare. Huvudorten är Ulimang och det finns 4  församlingar ("hamlets") till.
1984 ändrades benämningen på Palaus administrativa delar från "municipalities" (kommuner) till "states" (delstater).